# R6 (Republica Moldova)
Drumul public național R6 este un drum republican din Republica Moldova, care leagă localitățile Chișinău-Orhei-Bălți.
O porțiune de 11,7 km în apropiere de Bălți, cuprinzând centura orașului Sîngerei, a fost reabilitată în 2022. Proiectul a inclus și reabilitarea a 4 poduri, întărirea terasamentului, instalarea a circa 400 de indicatoare rutiere dar și construcția a 7 km de trotuar.